# Лашер, Пётр
Пётр Мария Лашер де Песлен (пол. Piotr Maria Lachert de Peslin; 5 сентября 1938, Варшава — 18 сентября 2018, Пескара) — композитор, пианист, камерный музыкант, исполнитель, режиссёр, продюсер, актёр, писатель, поэт, музыкальный журналист, педагог, профессор.

## Биография
Родился в Польше. Окончил Высшую государственную школу музыки в Варшаве в 1961, затем в 1968 — Высшую музыкальную школу в Ганновере и в 1969 Королевскую консерваторию в Брюсселе. Кроме того, в 1964—1965 занимался в Париже под руководством Владо Перлмутера.
С 1977 — гражданин Бельгии, с 1992 — проживал в Италии.
Основатель и многолетний директор «Théâtre Européen de Musique Vivante!» (TEMV!) в Брюсселе (1971—1991). Профессор брюссельской Королевской консерватории (1974—1978).
С 1974 — член Бельгийской школы новой гармоничной музыки (Belgian School of New Consonant Music).
Создатель Letter Music (компьютерной системы создания музыки).
С 1992 — профессор курсов фортепианной педагогики в Музыкальной академии Пескара. Подготовил более 1500 пианистов.
Пропагандист так называемого креативного метода обучения игре на фортепиано (Méthode créative pour piano).
Успешно занимался поэзией. В 2004 получил первую премию на поэтическом конкурсе «D’Annunzio — Michetti». В 2008 издал свою первую книгу рассказов «Восемь эротических рассказов и сорок неэротических, о временах, которых уже нет» (Otto racconti erotici e quaranta no, sui tempi che non esistono più).
В 2007 создал фонд своего имени «Lachert Foundation Brussels», занимающийся опекой над его музыкальными и литературными произведениями.
Его сочинения иногда определяют к направлению Новой консонантной музыки.

## Награды и премии
- Лауреат III премии на конкурсе И. Падеревского в Быдгоще (1961),
- Лауреат III премии Лодзинской весны поэтов (1969),
- Лауреат премии Ghironda (1995).
- в 1992 International Biography Center в Оксфорде признал его Человеком года.

## Творчество
Композитор многих жанров. Создатель театральной, оперной, камерной музыки, сонат, концертов для скрипки и фортепиано и др. Записал ряд произведений на студиях звукозаписи, в том числе, Barrenreiter, Jobert, Alain Van Kerckhoven Editeur.

## Оперы
- Erotic music, scène 24 (1977)
- Primavera (1992)

## Музыка для театра
- Mysli pospolite (1972)
- Pièce pour une brique, violon et piano (1972)
- Sérénade (1975)
- Sinfonietta (1975)
- Dés (1976)
- Hammerkantate (1977)
- Pasjans. dés (1978)
- Le franc belge est solide (1983)
- Aroka Tre (1984)
- Amore mio, czyli Acsamit Quamtza (1988)

## Оркестровая музыка
- S comme Makyo (1980)
- Tu i tam (Ktos) (1991)
- Sinfonia Scolastica (1993)
- La figlia di Jorio (1997)
- Hey colenda, colenda for string orchestra (1999)
- In omaggio (1999)

## Концертная музыка
- Concerto africain for piano or clavichord or harpsichord and string orchestra (1978)
- Musique for piano 4 hands and orchestra (1981)
- Concerto No.2 for violin and orchestra (1987)
- Concerto No.2 for piano and orchestra (1988)
- Concerto No.3 for piano and orchestra (1991)
- Un Albanese in Italia for cello and string orchestra

## Камерная музыка
- Prélude et Fugue for oboe solo (1970)
- Six Sketches for violin and piano (1970)
- Miniatury fletowe (Flute Miniatures) for flute and piano (1971)
- Anti-contrastes for violin, clarinet and piano (1973)
- Habent Panem Paratum for flute, or oboe or clarinet solo (1978)
- Puzzle 1 for tuba solo (1978)
- Puzzle 2 for double bass solo (1979)
- K comme Makyo for clarinet, trombone, cello and piano (1980)
- Pha for brass quintet (1980)
- Bajka for violin and cello (1981)
- Per Adele for violin and piano (1982)
- Per Anca for violin and piano (1982)
- Tocatanca for clarinet solo (1982)
- Adenja for string quartet (1984)
- Body Violence for English horn solo (1984)
- Szuja szott for flute and piano (1985)
- Katanick for viola and harpsichord (1986)
- Te ne ricordi? for cello solo (1988)
- Vino, vino for 2 violins (1989)
- Nuits bergamasques for violin, cello and piano (1990)
- Sonata No.4 for viola and piano (1991)
- Sonata No.5 for clarinet or alto saxophone and piano (1991)
- 21 for string quartet (1992)
- Kuba Trio for flute, cello and piano (1992)
- Akabis for flute and marimba (or keyboard) (1993)
- Étude de concert for flute solo (1993)
- Padova, Padova for flute, clarinet, horn, guitar and piano (1993)
- Sonata No.9 for violin solo (1993)
- Giraffa sentimentale for 2 flutes and piano (1996)
- Sonata No.16 for flute and piano (1997)
- Sonata No.17 for violin and piano (1997)
- String Quartet No.3 (1997)
- Talentina for flute and piano (1997)
- Preghiera per una buona morte for violin, clarinet, cello and piano (1998)
- Pienia anielskie e Tango satanico, Octet for 2 oboes, 2 clarinets, 2 bassoons and 2 horns (1999)

## Для органа
- Modlitwa (1971)
- Pièce pour orgue (1972)
- Bandalaluc for 2 organs (1975)

## Для фортепиано
- Zart (1970)
- Études improvisantes (1973)
- Études intelligentes (1974)
- Prima vista (1975)
- Poussières des étoiles (1980)
- Dix pièces (10 Pieces) for 2 pianos (1981)
- Per Adele for piano 4 hands (1982)
- Per ragazzi (1983)
- Aroma in B (1984)
- Aroma in F (1984)
- Bi Ba Bo (1984)
- Live Computer Story (1984)
- Inventions (1985)
- Kauffolie for 36 pianos (1986)
- Sonata No.2 (1988)
- Amalo mio for piano 4 hands (1991)
- Ariki in F (1991)
- Avale Koan (1991)
- Sonata No.3 (1991)
- Sonata No.6 «Pescarese» (1992)
- Sonata No.7 «Fiamminga» (1992)
- Sonata No.8 (1993)
- Sonata No.10 (1994)
- Sonata No.11 (1994)
- Per Cristina (1995)
- Sonata No.12 «Sweet» (1995)
- Sonata No.13 (1995)
- Sonata No.15 (1996)
- 5 gatti di Laura (1997)
- Sonata No.18 (1997)
- Trois photos de Betty Bee (1997)
- Sonata No.19 for piano 4 hands (1999)
- Sonata No.20 «Sto lat» («One Hundred Years») (1998)
- Sonata No.21 (2000)
- Sonata No.22 (2000)
- Per Claudia (2001)
- Sonata No.24 (2002)
- Tasti e testi

## Вокальные произведения
- Hit for soprano, mezzo-soprano, tenor, alto tenor and bass (1980)
- Zes Isa liederen for soprano and piano (1985)
- Cantiques for female voice and piano (1987)
- Delikatnie for soprano and piano (1987)
- Cinq traductions for 2 voices and typewriter (1989)
- Tango macabre for 2 sopranos, tenor and chamber orchestra (1991)
- Jasne slonko for soprano and piano (1994)
- Sorella for voice and piano (1994)